# ザ・レヴォネッツ
ザ・レヴォネッツ (The Raveonettes) は、デンマーク・コペンハーゲン出身のロックバンド。
エヴァリー・ブラザース風のハーモニーと、ジーザス&メリーチェインの様なノイズが特徴的な、1950年代から60年代を思わせるアナログサウンドを奏でる。

## 来歴
ドイツ国境近くのスナボーで育ったスーン・ローズ・ワグナーは、母親が聴いていたボブ・ディランのレコードをきっかけに音楽に目覚め、1960年代のガールズ・ポップからバディ・ホリー、ソニック・ユースに至るまで様々なレコードを買い漁った。1998年にアメリカへ渡り放浪中に曲を書き溜めたワグナーは、デンマークへ戻ると旧知のシャリン・フーを誘いデュオを結成した。フーは中国人の血が4分の1入る身長180cmのナチュラルブロンドで、父はロックギタリストだった。
2人は2001年のクリスマスの時期に、かつてソニーのスタジオだったコペンハーゲンのスタジオを3週間ほど借り切ってレコーディングに取り掛かった。その制作にあたり、全ての曲で「キーをB♭マイナーに、3つのコードしか使わない、3分以内におさめる、ハイハットやライド・シンバルは使わない」という制限を設け、全て一発録りのオーバーダブ一切なしで『ウィップ・イット・オン』を完成させた。このアルバムは、2年後の2003年のダニッシュ・ミュージック・アワードにてベスト・ロック・アルバムに輝き、その他各メディアにも概ね称賛のコメントが並んだ。

## ディスコグラフィ

### オリジナル・アルバム
| タイトル （原題）                                                | 発売日         | レーベル       | 最高位 | 最高位 | 最高位 | 最高位 | 最高位 | 最高位 | 最高位 | 認定             |
| タイトル （原題）                                                | 発売日         | レーベル       | DEN    | BEL    | FRA    | NLD    | SWE    | UK     | US     | 認定             |
| ---------------------------------------------------------------- | -------------- | -------------- | ------ | ------ | ------ | ------ | ------ | ------ | ------ | ---------------- |
| チェイン・ギャング・オブ・ラヴ (Chain Gang of Love)              | 2003年8月23日  | コロムビア     | 5      | —      | 120    | 81     | 53     | 43     | 123    |                  |
| プリティ・イン・ブラック (Pretty in Black)                       | 2005年4月25日  | コロムビア     | 3      | 61     | 109    | —      | —      | 71     | 152    | - DEN : ゴールド |
| ラスト・ラスト・ラスト (Lust Lust Lust)                          | 2007年11月12日 | ヴァイス       | 20     | —      | —      | —      | —      | —      | 108    |                  |
| イン・アンド・アウト・オブ・コントロール (In and Out of Control) | 2009年10月5日  | ヴァイス       | 5      | 96     | —      | —      | —      | —      | 126    |                  |
| レイヴン・イン・ザ・グレイヴ (Raven in the Grave)                | 2011年4月4日   | ヴァイス       | 20     | —      | —      | —      | —      | —      | 108    |                  |
| オブザヴェイター (Observator)                                    | 2012年9月11日  | ヴァイス       | 7      | 188    | —      | —      | —      | —      | 110    |                  |
| ペ・アヒ (Pe'ahi)                                                | 2014年7月22日  | ビート・ダイズ | 4      | 169    | —      | —      | —      | —      | 161    |                  |
| 2016 Atomized                                                    | 2017年2月21日  | ビート・ダイズ | —      | —      | —      | —      | —      | —      | —      |                  |
| "—"はチャート圏外を表す。                                        |                |                |        |        |        |        |        |        |        |                  |